# Hugolin Martelli (Bischof, 1519)

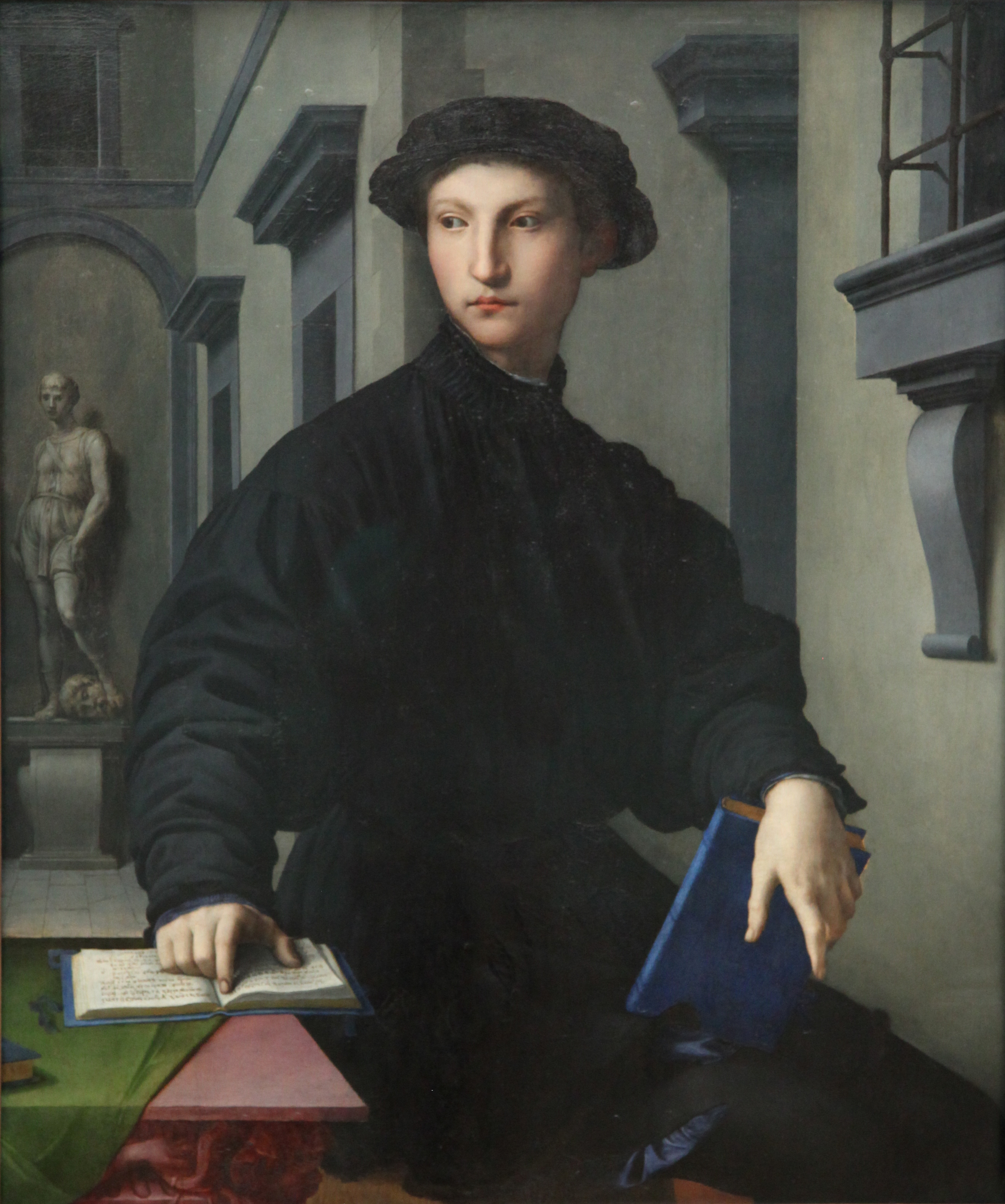
Hugolin Martelli, Gemälde von Angelo Bronzino, 1535–1538, Gemäldegalerie der Staatlichen Museen Berlin

Hugolin Martelli, italienisch Ugolino Martelli (* 21. September 1519 in Florenz; † 1. November 1592 in Vitiana) war ein italienisch-französischer Geistlicher und von 1572 bis 1592 Bischof von Glandèves.

## Leben

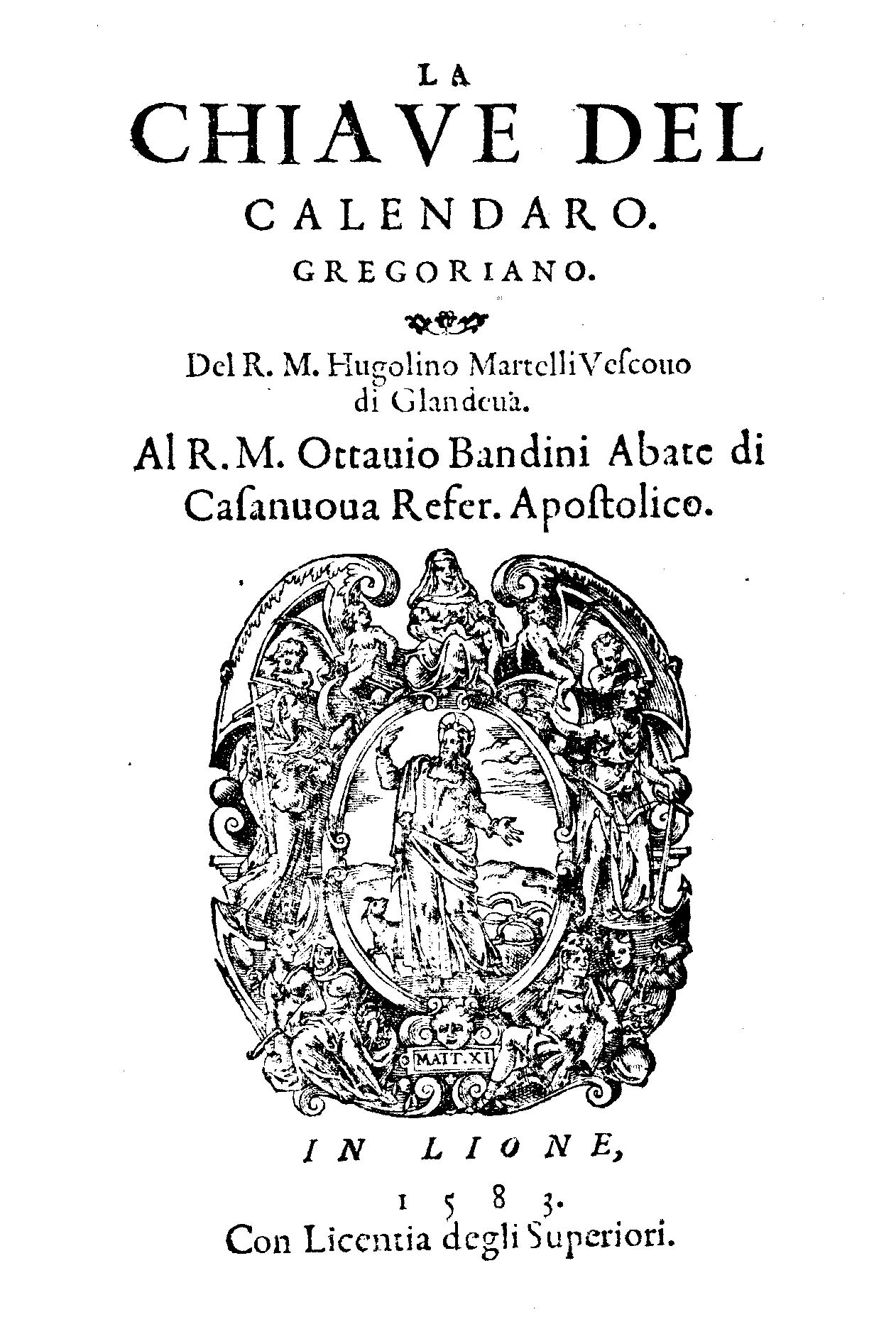
Chiave del calendaro gregoriano, 1583

Hugolin (Ugolino) Martelli stammte aus einer alten Florentiner Kaufmanns- und Bankiersfamilie. Sein gleichnamiger Onkel Hugolin Martelli, war ein bekannter Literat, der 1523 als Bischof von Narni starb. 
In Florenz stand er im Bannkreis des Humanisten Benedetto Varchi. Im Dezember 1536 ging er zum Studium an die Universität Padua, hatte Briefkontakt mit den Literaten und Künstlern Pietro Bembo, Pietro Aretino und Francesco Maria Molza, Benvenuto Cellini. Er gehörte um 1540 zur Accademia degli Infiammati. Sein Jurastudium schloss er bis 1542 nicht ab, als er sich wegen einer Krankheit zurückzog. Schließlich wurde er von Cosimo I. nach Florenz an die Accademia Fiorentina berufen. Dort wirkte er mit Lesungen zur Literatur und zur Musik mit Francesco Corteccia. 1548 änderte sich sein Leben, indem er erst zum Kardinal Niccolò Ridolfi ging, der aber sein Amt als Erzbischof von Florenz bald aufgab. Über ihn gelangte er zum Militär und Bischof von Béziers Lorenzo Strozzi, den er als Sekretär bei seinen vielen Reisen in Italien und nach Frankreich begleitete. 
Hugolin Martelli kam 1568 im Gefolge der Kusine Strozzis Katharina von Medici an den französischen Hof und erhielt dort mehrere Hofämter. Zwei seiner Brüder, Cosmo und Carlo, gründeten in Lyon eine Bank. Hugolin erhielt nach seiner Nominierung 1568 – durch die Protektion Katharinas – mit Datum 18. Juli 1572 das schon mehrere Jahre vakante Bistum Glandèves, das damals aus 56 Pfarreien bestand, von denen etwa die Hälfte außerhalb Frankreichs, in der Grafschaft Provence und der Grafschaft Nizza lagen. Das nicht sehr reiche Bistum Glandèves war zwar strategisch bedeutsam, aber sehr abgelegen und das Bischofspalais in den Zeiten der Religionskriege weitgehend unbewohnbar; daher wenig attraktiv für einen dem Königshof nahestehenden Bischof, sodass Martelli – wie die meisten Bischöfe des 16. Jahrhunderts – sich niemals dort aufhielt – falls er sein Bistum überhaupt jemals besuchte. Er hielt sich daher meistens in Nizza auf, wo er engen Umgang mit dem Gouverneur Honoré Grimaldi pflegte. 
Hugolin Martelli war, wie viele Mitglieder seiner Familie, den schönen Künsten zugetan und sehr gebildet. Von ihm stammen De anni integra in integrum restitutione, et sacrorum temporum assertio (Florenz 1578, Lyon 1582), gewidmet dem für die Kalenderreform zuständigen Kardinal Guillaume Sirlet, und La chiave del calendario gregoriano (Florenz und Lyon 1583).
Martelli starb am 1. November 1592 in Vitiana bei Empoli, wohin er vor den Hugenotten geflüchtet war.

## Einzelbelege
1. ↑  Heinrich Lang: Wirtschaften als kulturelle Praxis : die Florentiner Salviati und die Augsburger Welser auf den Märkten in Lyon (1507-1559). Stuttgart 2020, ISBN 978-3-515-12491-1.

| Personendaten    | Personendaten                                                   |
| ---------------- | --------------------------------------------------------------- |
| NAME             | Martelli, Hugolin                                               |
| ALTERNATIVNAMEN  | Martelli, Ugolino (italienisch)                                 |
| KURZBESCHREIBUNG | französischer Geistlicher und Bischof von Glandèves (1572–1592) |
| GEBURTSDATUM     | 21. September 1519                                              |
| GEBURTSORT       | Florenz                                                         |
| STERBEDATUM      | 1. November 1592                                                |
| STERBEORT        | Vitiana                                                         |